# Porfirină

Structura porfinei, cea mai simplă porfirină

Hemul este o parte structurală a hemoglobinei. Atomul de fier (în roșu) este coordinat de patru atomi de azot ai nucleului porfirinic.

Porfirinele reprezintă un grup de compuși organici heterociclici macrociclici, alcătuiți din patru subunități pirolice interconectate la atomii de carbon α prin punți metin (=CH−). Cea mai simplă porfirină este porfina, iar restul porfirinelor sunt substituite. Nucleul porfirinic (cum este adesea denumit) are o structură aromatică, având un total de 26 de electroni în sistemul conjugat. Diferite analize au indicat faptul că nu toți atomii din structura nucleului porfirinic sunt implicați în mod egal în conjugare, sau că natura moleculei s-ar putea baza pe mai multe sisteme conjugate mai mici.
Porfirinele sunt de obicei intens colorate; numele de „porfirină” provine din limba greacă, unde πορφύρα (porphyra) înseamnă violet. Multe porfirine sunt răspândite în natură, precum hemul (compus extrem de important ce intră în structura hemoglobinei) și clorofila.

## Complecși ai porfirinelor
Porfirinele sunt acizii conjugați ai liganzilor care leagă metale pentru a forma complecși. Ionul metalic are de obicei sarcina 2+ sau 3+. O ecuație schematică pentru o reacție de sinteză a complecșilor porfirinici este următoarea:
H2porfirină +  [MLn]2+   →   M(porfirinat)Ln−4  +  4 L  +  2 H+
unde M = ionul metalic, iar L = un ligand
O porfirină fără ion metalic complexat este o bază liberă. Complecșii metalici ai porfirinelor sunt adesea întâlniți în natură; avem astfel hemul și hemoproteinele (complecși cu fier), hemoglobina și mioglobina (proteine care leagă oxigen și conțin porfirine cu fier), citrocromi, clorofila (conține ion de magneziu), etc.